# Prosopocera paralutea
Prosopocera paralutea là một loài bọ cánh cứng trong họ Cerambycidae.